# نات خوتکویچ
نات خوتکویچ (اوکراینی: Гнат Мартинович Хоткевич؛ ۳۱ دسامبر ۱۸۷۷ – ۸ اکتبر ۱۹۳۸) انسان‌شناس، مؤلف (پدیدآور)، آهنگساز، مربی موسیقی، و نویسنده اهل امپراتوری روسیه بود.